# El Vergel, Pijijiapan
El Vergel är en ort i Mexiko.   Den ligger i kommunen Pijijiapan och delstaten Chiapas, i den sydöstra delen av landet, 800 km sydost om huvudstaden Mexico City. El Vergel ligger 648 meter över havet och antalet invånare är 446.
Terrängen runt El Vergel är varierad. Runt El Vergel är det ganska glesbefolkat, med 27 invånare per kvadratkilometer. Närmaste större samhälle är Nuevo Milenio Valdivia, 15,8 km söder om El Vergel. I omgivningarna runt El Vergel växer i huvudsak städsegrön lövskog.